# Ève Chiapello
Ève Chiapello (Lione, 2 aprile 1965) è una sociologa ed economista francese.

## Biografia
Nata nel settimo circondario di Lione, si è diplomata nel 1982 nella stessa città. Nel 1987 si è laureata in direzione aziendale alla Scuola di studi superiori commerciali di Parigi (HEC), finendo nella liste du Président, in cui rientrano i cinque migliori studenti dell'anno. Nel 1988 ha ottenuto il master in gestione delle istituzioni culturali presso l'Università di Parigi IX Dauphine, mentre nel 1991 ne ha ottenuto uno in scienze sociali. Tra l'ottobre e il dicembre del 1991 ha frequentato la Scuola di economia di Londra come borsista di ricerca.
Nel 1994 ha ottenuto il dottorato di ricerca con una tesi dal titolo "Modalità di controllo delle organizzazioni culturali". Dal settembre dello stesso anno ha iniziato a lavorare all'HEC come assistente professore fino al 2000, anno in cui è stata designata professoressa associata, incarico che ha ricoperto fino al 2005; in questo periodo ha contribuito a fondare il corso di direzione aziendale alternativa. È stata professoressa ordinaria dal gennaio 2006 al febbraio 2013, poiché dal marzo successivo è diventata direttrice di ricerca alla Scuola di studi superiori in scienze sociali a Parigi.
La sua attività di ricerca si concentra sulla trasformazione del capitalismo e sul processo di finanziarizzazione dell'economia francese.

## Opere
- Ève Chiapello, Artistes vs Managers, Parigi, Éditions Métailié, 1998, ISBN 9782864242857.
- Luc Boltanski e Ève Chiapello, Le Nouvel esprit du capitalisme, Parigi, Gallimard, 1999, ISBN 2070749959.
  -  Il nuovo spirito del capitalismo, Milano, Mimesis, 2014, ISBN 978-88-575-2404-7.
- Ève Chiapello e Patrick Gilbert, Sociologie des outils de gestion, Parigi, La Découverte, 2013, ISBN 978-2-7071-5145-2.
- Ève Chiapello, Antoine Missemer e Antonin Pottier, Faire l'économie de l'environnement, Parigi, Presses Des Mines, 2020, ISBN 9782356715968.